# IV. Vlad havasalföldi fejedelem
IV. Vlad vagy Szerzetes Vlad (románul: Vlad Călugărul), (1425 előtt – 1495 szeptembere) Havasalföld fejedelme 1481-ben és 1482-től haláláig.
II. Vlad fiaként született. A magyar korona iránt hűen uralkodott. 1492-ben a szebeni tanácsot tudósította a törökök hadmozdulatairól, amiért a török elűzte Havasalföldről és kénytelen volt Erdély-be menekülni.